# مسجد علي بتشين
جامع علي بتشين أو جامع زوج عيون هو مسجد قديم قائم في القصبة بولاية الجزائر.

## ترجمة علي بتشين
تفاصيل قصة على بتشين تورد أن اسمه الحقيقي هو بيكانينو الذي كان اسم رئيس أسطول البحرية الجزائرية في الفترة الممتدة مابين 1630م و1646م.
وفي عام 1649م دخل بيكانينو الإسلام عن طريق فتح الله خوجة، الذي كان يملك بواخر خارج الأسطول واختار على بتشين كاسم له، ليأمر بعدها ببناء الجامع عام 1622م في شكل هندسي عثماني ثم بناء المئذنة التي أخذت شكل مربع وفق شكل مغاربي أموي أندلسي .

## تاريخ
تم تسمية الجامع على اسم علي بتشين ، قائد الأسطول البحري الجزائري من 1630 إلى 1646 ، الذي أمر ببناء الجامع في 1622.
وفي عام 1830م، تحول الجامع خلال فترة الاحتلال الفرنسي إلى ثكنة عسكرية للفرنسيين، ليبقى الأمر على حاله إلى غاية 1843م أين تحول الجامع إلى كنيسة قديسة الحرية.
و يذكر أن جامع علي بتشين قد تم تحويله خلال الحقبة الاستعمارية إلى مكان لتخزين المواد الصيلادنية العسكرية الفرنسية من سنة 1830م إلى غاية سنة 1843م ثم إلى كنيسة تحمل اسم «نوتر دام دي فيكتوار» قبل أن يستعيد طابعه الأول كجامع عند استقلال الجزائر عام 1962م.
وخلال الفترة الاستعمارية عرف جامع علي بتشين، الذي كان أحد المساجد العشرين العتيقة بقصبة الجزائر، عدة تغيرات منها بناء مدخل على الواجهة بسلم والقضاء على المكان الخاص بالوضوء وكذا تعديلات على مستوى المحراب.

## التصنيف
بما أن جامع علي بتشين من أقدم المساجد العثمانية في القصبة، فقد تم تصنيفه كمعلم تاريخي في سنة 1947م أثناء الاحتلال الفرنسي للجزائر.
وقد تم تجديد تصنيفه من طرف الدولة الجزائرية المستقلة في سنة سنة 1967م.
إلا أن تصنيفه من طرف اليونيسكو كمعلم ثقافي عالمي لم يتم إلا بعد سنة 1986م.

## الموقع
يقع مسجد على بتشين في أسفل القصبة ما بين شارع محمد صويلح وشارع باب الوادي المطل على ساحة الشهداء.

## الترميم

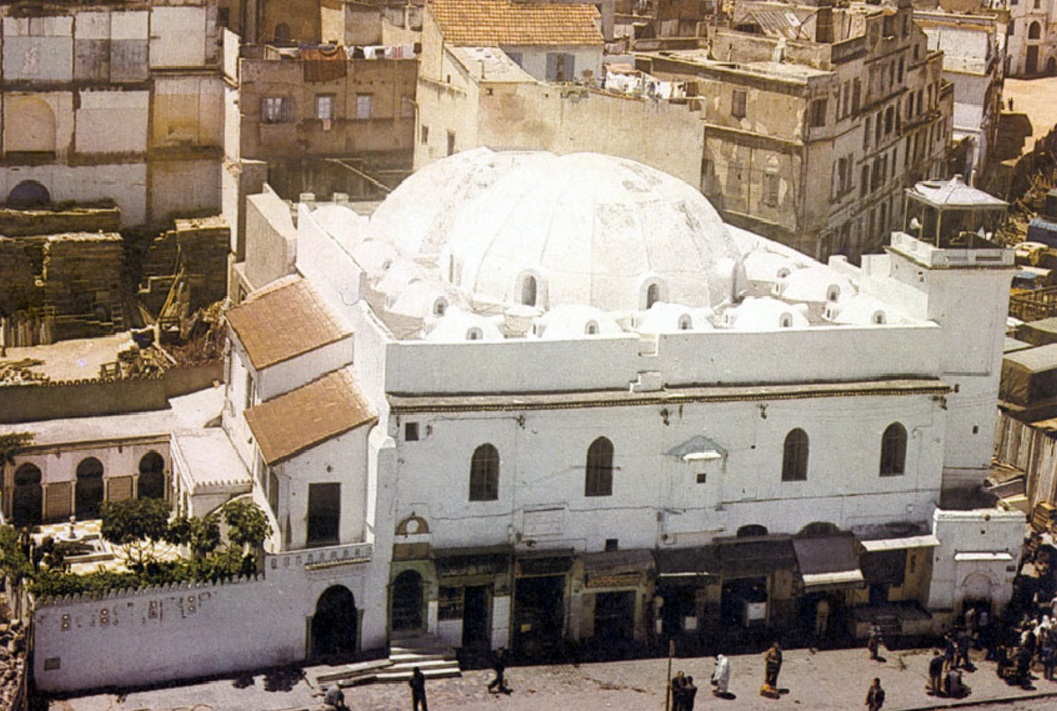
مسجد علي بتشين قبل الترميم

انتهت دراسة الترميم في شهر أوت 2001م بما سمح بانطلاق الأشغال في شهر ماي 2002م عبر تقشير الجدران الداخلية والخارجية بماسمح باكتشاف وضعية الاهتراء المتقدمة للجامع.
فخضع جامع علي بتشين إلى عملية ترميم أدت إلى إغلاق أبوابه في وجه المصلين قرابة خمس سنوات انطلاقا من سنة 2005م إلى غاية سنة 2010م.
عملية الترميم مست قاعة الوضوء، مع إعادة البلاط بعد الوضعية السيئة التي عرفها نتيجة الإهمال، كماأن الترميمات خصت الأبواب مع الحفاظ على شكلها الهندسي الجزائري.
لم تم عملية الترميم المئذنة التي احتفظت بشكلها الأصلي كشاهد على عراقة هذا الجامع.
وقد سبقت الترميم في سنة 2005م أشغال هامة لتدعيم كل العناصر الهشة في المسجد مع إعادة ترميم بعض الفضاءات والجوانب الهندسية.
كما تمثلت الأشغال في تجديد القاعة المخصصة للصلاة التي بإمكانها احتواء أكثر من خمسة مئة شخص إضافة إلى إعادة تشكيل المكان المخصص للوضوء (الآبار والمنابع) طبقا لمخطط المسجد الذي شيد في سنة 1622م من طرف الإيطالي بيغلين الذي تعود أصوله إلى مدينة بيتشيني قرب البندقية في إيطاليا والذي اعتنق الإسلام تحت اسم علي بتشين ومن ثمة اسم المسجد.

## وصف

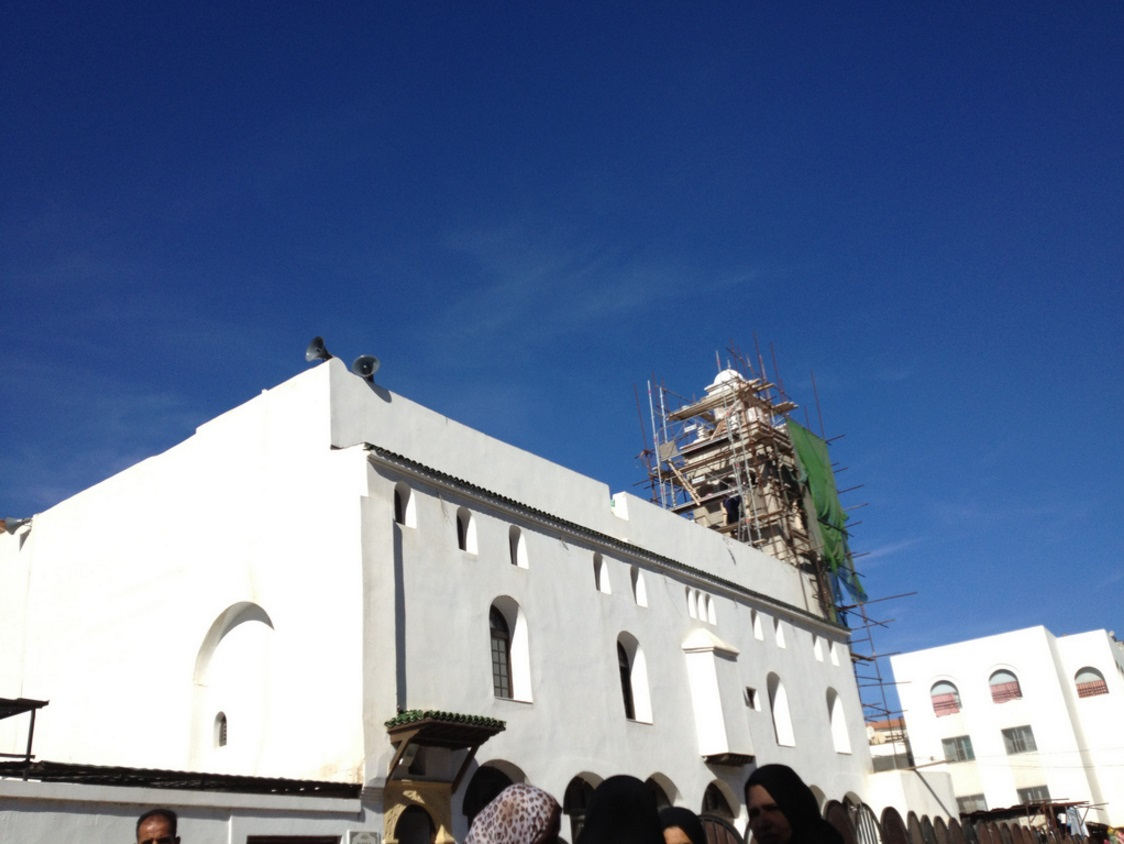
ترميم منارة مسجد علي بتشين

المعلم الأثري العريق المتمثل في جامع علي بتشين له قاعة صلاة تستقبل نحو 500 مصل.
ويعتبر هذا المسجد نموذجا للمساجد المعلقة التي يخصص طابقها السفلي للدكاكين والنشاطات الأخرى في حين يخصص طابقها الأول للصلاة.

## القبو
يحتوي قبو جامع علي بتشين على محلات خاصة بالحرف التقليدية، خاصة بالفضة والنحاس والفخار وغيرها من الصناعات التقليدية الجزائرية المعروفة في القصبة.

## قاعة الصلاة
تقع قاعة الصلاة على ارتفاع 5 أمتار فوق مستوى شارع باب الوادي المطل على ساحة الشهداء.
يمكن الولوج إلى قاعة الصلاة انطلاقا من شارع باب الوادي شمالا أو من شارع محمد صويلح شرقا.

## القباب

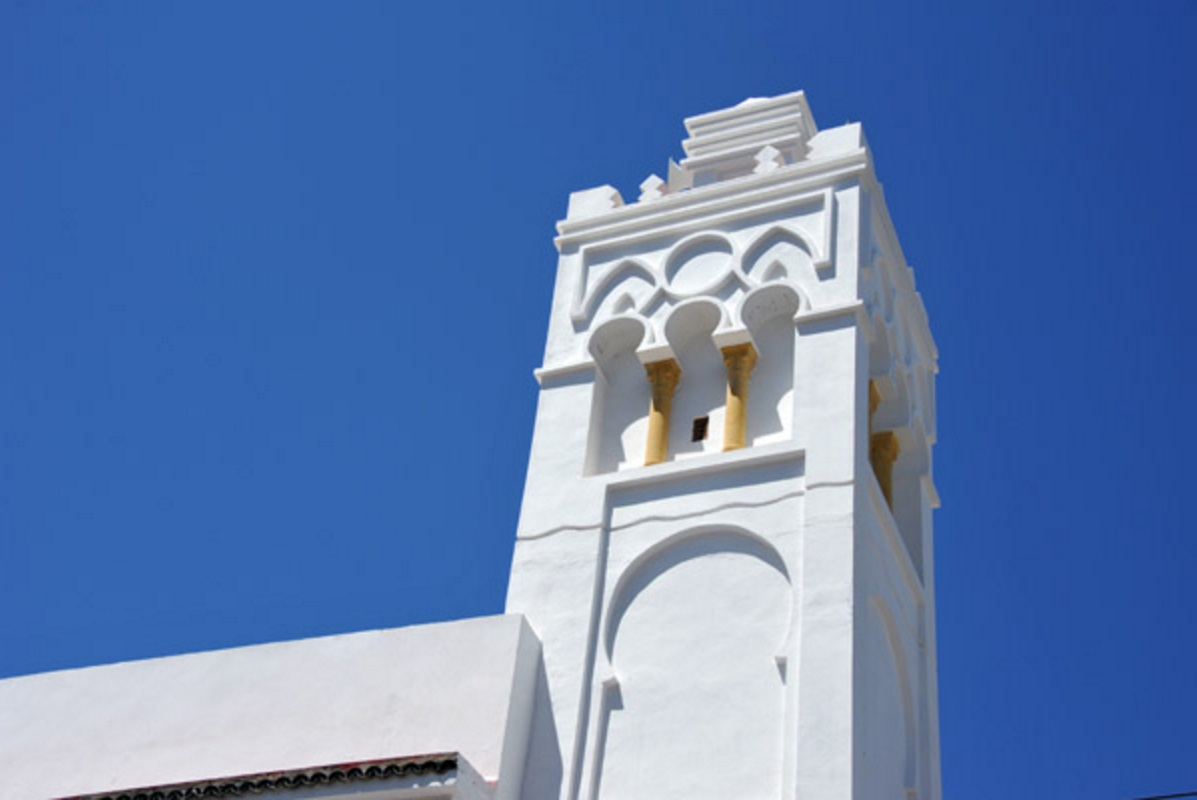
منارة مسجد علي بتشين.

يحتوي سقف قاعة الصلاة على قبة كبيرة على شكل مثمن (ثماني الضلوع) محاط بحوالي عشرين قبة صغيرة ثمانية الضلوع كذلك.

## المنارة
تتميز منارة جامع علي بتشين بطرازها المغاربي والشكل المربع والتي تحتوي على نواة مركزية تضم أربعة أجنحة خاصة بالسلالم المحاطة بالمسجد.
يصل عمق أساسات هذه المنارة إلى ثمانية أمتار، كما أن جزءها العلوي قد أدخل على علوه تعديل سنة 1860م حيث تم تقليصه من 15 مترا إلى 12 مترا فقط.
يتم الصعود إلى المنارة عبر القاعة المخصصة للصلاة.

## مكتبة الصور

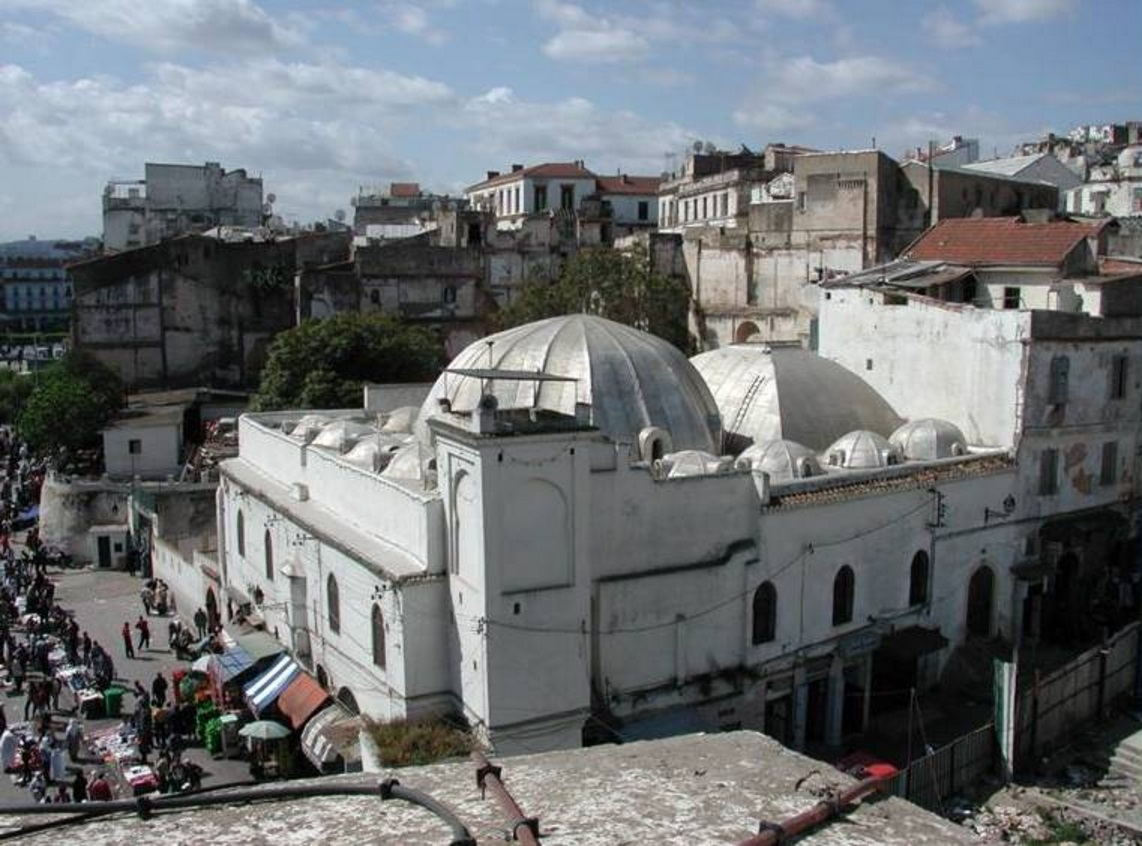
مسجد علي بتشين قبل الترميم
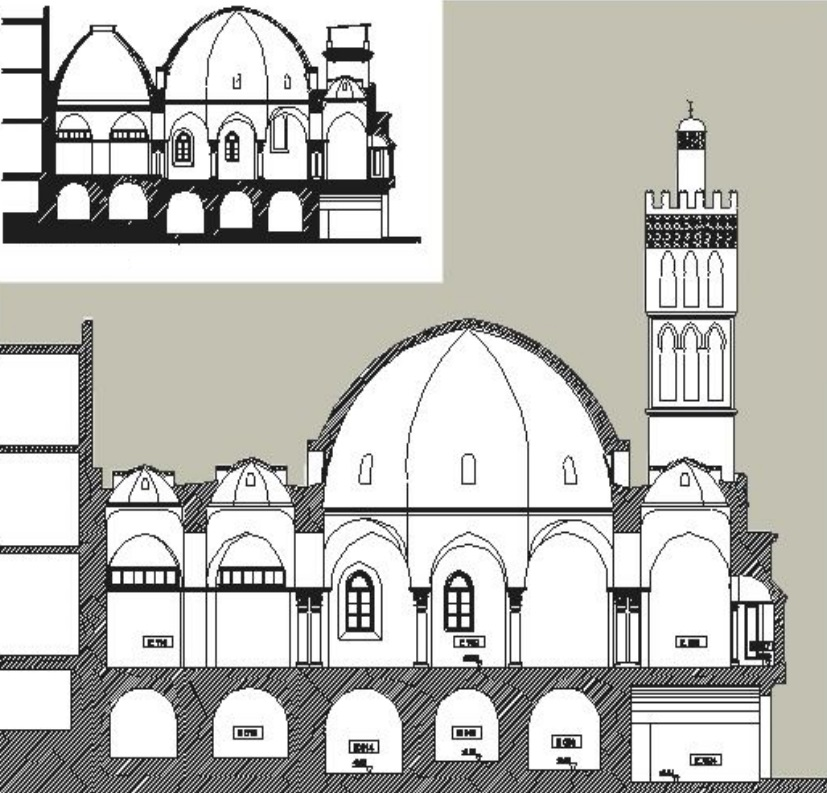
مخطط ترميم مسجد علي بتشين
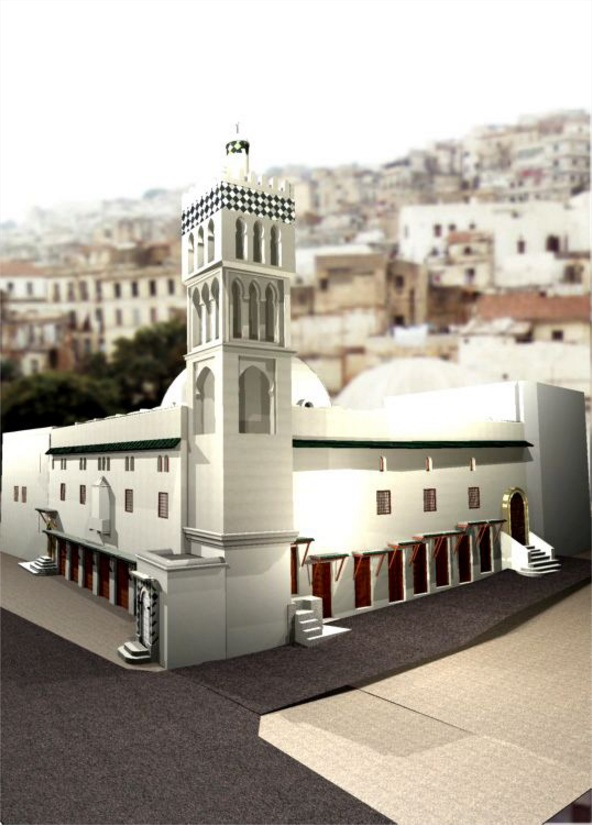
مجسم ترميم مسجد علي بتشين
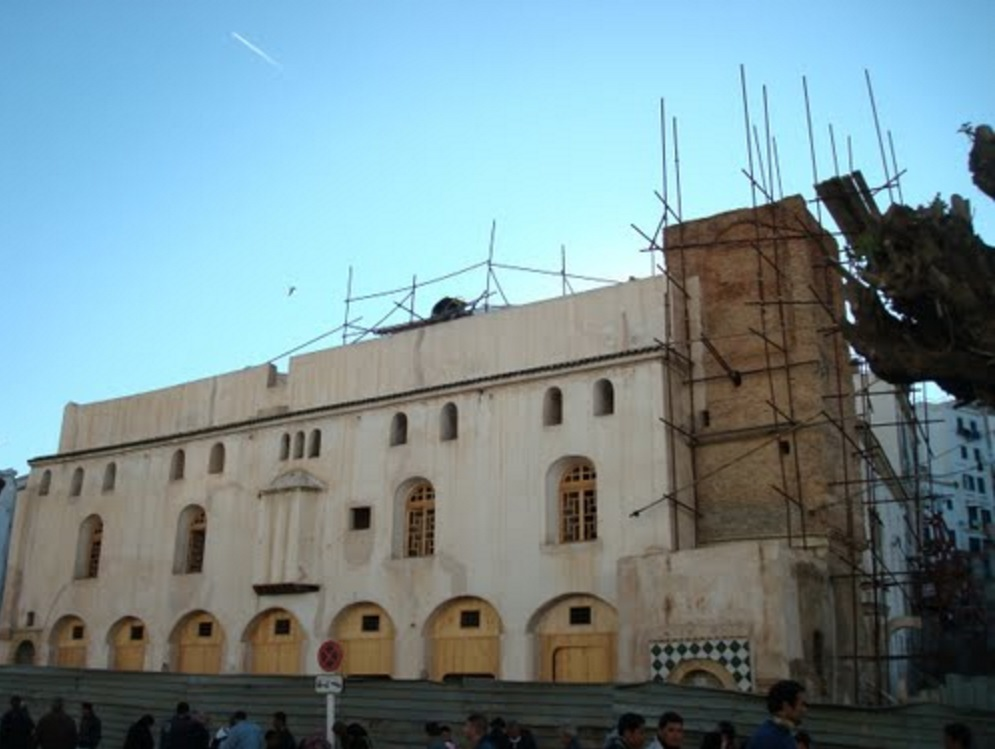
تقشير جدران مسجد علي بتشين
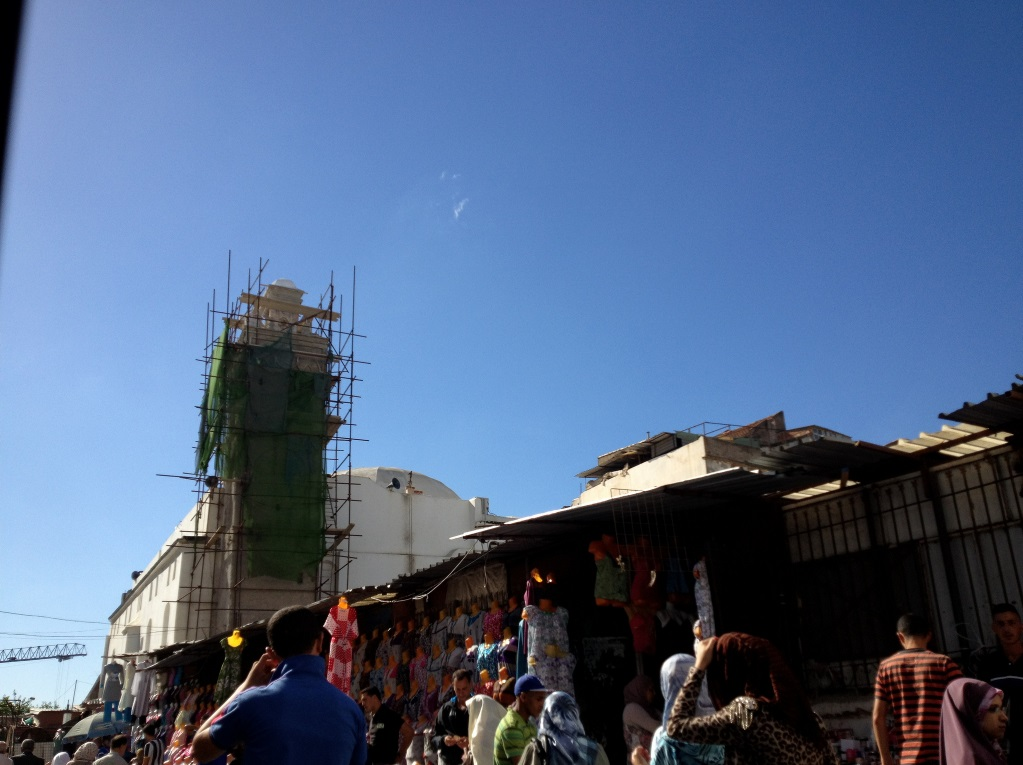
أشغال ترميم مسجد علي بتشين
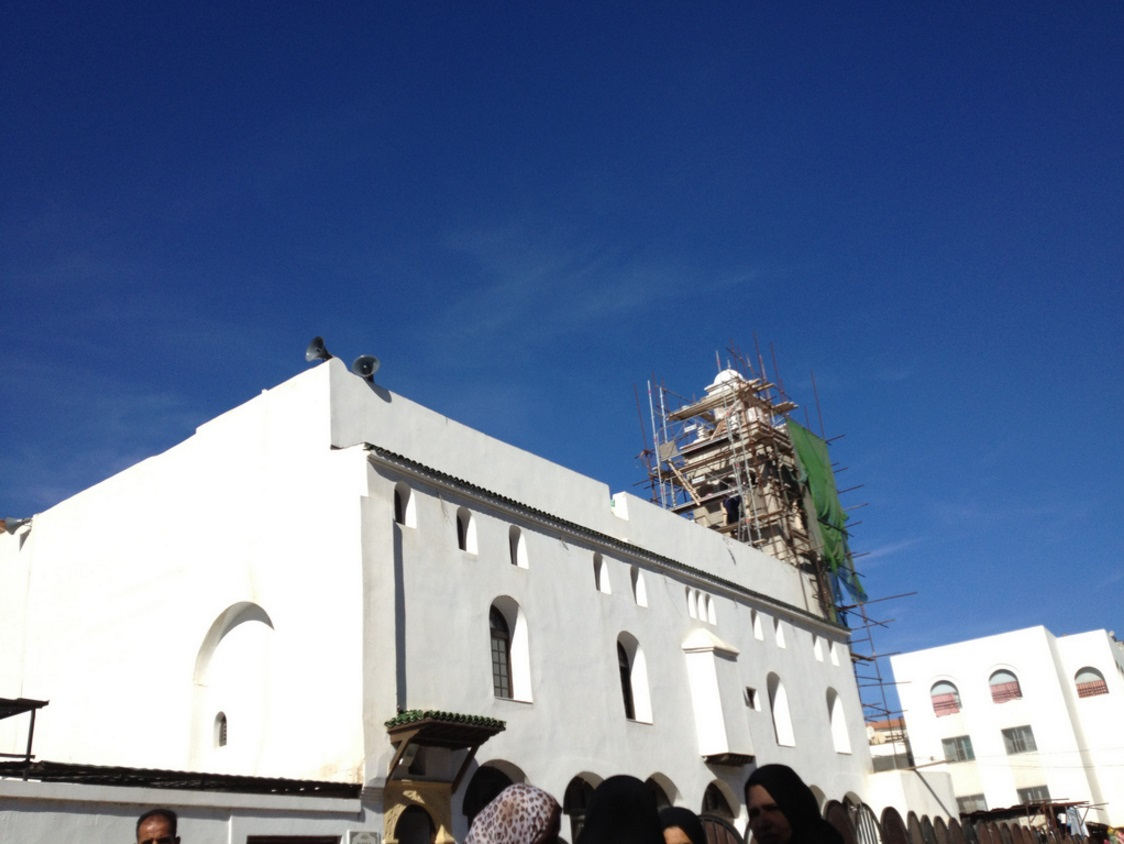
ترميم منارة مسجد علي بتشين